# Абрахам Пінео Геснер
Абрахам Пінео Геснер, (/ˈɡɛsnər/; 2 травня 1797 — 29 квітня 1864) — канадський лікар і геолог, який винайшов гас.Геснер народився в Корнуоллісі, Нова Шотландія (тепер називається Чіпманс-Корнер) і прожив більшу частину свого життя в Сент-Джоні, Нью-Брансвік. Він помер у Галіфаксі, Нова Шотландія. Він був впливовою фігурою в розвитку канадської геології та природної історії.

## Життєпис
Абрахам Геснер, чиї предки, серед яких, як кажуть, є швейцарський натураліст Конрад Гесснер, прибули до Північної Америки з Центральної Європи⁠ на початку 18 століття, був сином Генрі Геснера, брата північноамерикансько-британського політика Абрахам Геснер. Генрі Геснер спочатку походив із Нью-Джерсі, але воював на боці британців у Війні за незалежність США та, як і багато інших лоялістів, переїхав до Нової Шотландії («Нової Шотландії») після Паризького миру в 1783 році.
Абрахам Геснер-молодший отримав дуже просту шкільну освіту, яка була типовою для сільських регіонів східної Північної Америки того часу. Відносно незабаром після свого весілля⁠ він вивчав медицину в Лондоні з 1825 року за фінансової підтримки свого тестя. Після повернення до Нової Шотландії він оселився лікарем у Паррсборо. У той же час він провів геологічні дослідження, зібрав численні зразки гірських порід і мінералів і в 1836 році опублікував докладний трактат про гірські утворення і родовища корисних копалин у Новій Шотландії.

## Рання кар'єра
Повернувшись до Паррсборо як практикуючий лікар, Геснер також продовжував свою пристрасть до геології. У 1836 році він опублікував дослідження мінералогії Нової Шотландії, яке включало детальну геологічну карту, яка містила інформацію про основні родовища залізної руди та вугілля в Новій Шотландії. У 1838 році його призначили провінційним геологом Нью-Брансвіка, якому доручили провести подібне геологічне дослідження. Під час цього дослідження Геснер відкрив альбертит, бітумну асфальтову речовину, у 1839 році, яку він назвав на честь округу Альберт, де її було знайдено.
У 1842 році, шукаючи вугілля, Геснер відправився в Квебек, де виявив перше з великих родовищ копалин майбутнього національного парку Мігуаша. Однак його доповідь мало розглядалася, поки скам'янілості не були повторно відкриті в 1879 році.
Також у 1842 році Геснер заснував Музей природної історії Геснера в Сент-Джоні, Нью-Брансвік, перший публічний музей Канади. Пізніше він став Музеєм Нью-Брансвіка.

## Дослідження з отримання гасу
Дослідження Геснера в галузі корисних копалин привели до того, що в 1846 році він розробив процес очищення рідкого палива з вугілля, бітуму та горючих сланців. Його нове відкриття, яке він назвав гасом, горіло набагато гостріше і було дешевше, ніж конкуруючі продукти, такі як китовий жир. У 1850 році Геснер створив компанію Kerosene Gaslight і почав установку вуличного освітлення в Галіфаксі та інших містах. До 1854 року він розширив свою діяльність у Сполучених Штатах, де створив North American Kerosene Gas Light Company на Лонг-Айленді. Попит зростав, поки здатність його компанії виробляти не стала проблемою, але відкриття нафти, з якої можна було легше виробляти гас, вирішило проблему постачання.
Абрахам Геснер продовжив свої дослідження палива та написав багато наукових досліджень, що стосуються галузі, включаючи публікацію 1861 року під назвою «Практичний трактат про вугілля, нафту та інші дистильовані масла», яка стала ключовою довідкою в галузі. Згодом компанія Геснера була поглинена монополією Standard Oil, і він повернувся до Галіфакса, де був призначений професором природничої історії в Університеті Далхаузі.
Сам Геснер скромно оцінював свій внесок у розвиток нафтової промисловості.

## Спадщина
У 1933 році Imperial Oil Ltd., дочірня компанія Standard Oil, спорудила меморіал на кладовищі Кемп-Гілл у Галіфаксі, щоб віддати належне внеску Геснера в нафтову промисловість.
Місто Галіфакс перейменувало вулицю в західній частині Ферв'ю між Мелроузом і Аделаїдою на честь Геснера. Раніше була частиною Данбрак-стріт, а будівництво з'єднувача Данбрак-стріт/North West Arm Drive у 1980-х роках спонукало до перейменування цієї ділянки.
На честь Геснера є вулиця в західній частині району Катімавік-Хазелдін в Оттаві, де житлові вулиці названі на честь канадських винахідників. Навмисно чи випадково він потрапляє в глухий кут на заправці Esso (Imperial Oil).
У 2000 році він був вшанований розміщенням його зображення на марці Канадської пошти. У 2016 році Геснер був посмертно нагороджений орденом Нью-Брансвік від провінції, де він довгий час проживав.
З 1998 року Геологічний музей Фанді в Паррсборо, Нова Шотландія, колишня резиденція Геснера, присудив робочу стипендію Авраама Геснера місцевому студенту, який виявляє великий інтерес до наук.

## Праці
- Abraham Gesner (1836). Remarks on the geology and mineralogy of Nova Scotia. Halifax. ISBN 9780665353871.
- Abraham Gesner (1839). First report on the geological survey of the province of New-Brunswick. Saint John. ISBN 9780665448102.
- Abraham Gesner (1840). Second report on the geological survey of the province of New-Brunswick. Saint John. ISBN 9780665448119.
- Abraham Gesner (1841). Third report on the geological survey of the province of New-Brunswick. Saint John. ISBN 9780665448126.
- Abraham Gesner (1842). Fourth report on the geological survey of the province of New-Brunswick. Saint John. ISBN 9780665448133.
- Abraham Gesner (1842). Synopsis of the contents of Gesner's Museum of Natural History, at Saint John, N.B., opened on the fifth day of April, 1842. Saint John.
- Abraham Gesner (1843). Report on the geological survey of the province of New Brunswick : with a topographical account of the public lands and the districts explored in 1842. Saint John. ISBN 9780665448140.
- Abraham Gesner; John Ross (1846). Report on the Londonderry iron and coal deposits / by Dr. Gesner. And, A prospectus with a view to forming a company to work the same / by the proprietor, John Ross. Saint John. ISBN 9780665349386.
- Abraham Gesner (1847). New Brunswick; with Notes for Emigrants: Comprehending the Early History, an ... London: Simmonds & Ward.
- Abraham Gesner (1849). The industrial resources of Nova Scotia : comprehending the physical geography, topography, geology, agriculture, fisheries, mines, forests, wild lands, lumbering, manufactories, navigation, commerce, emigration, improvements, industry, contemplated railways, natural history and resources, of the province. Halifax. ISBN 9780665353857.
- Abraham Gesner (1850). Prospectus of Dr. Gesner's patent kerosene gas obtained from bitumen, asphaltum, or mineral pitch. New York: Trehern & Williamson. ISBN 9780665515811.
- Richard C. Taylor (1851). Abraham Gesner vs. Halifax Gas-Light Company : deposition of Richard C. Taylor, respecting the asphaltum mine at Hillsborough in the county of Albert and province of New Brunswick. Philadelphia: King & Baird. ISBN 9780665108143.
- William L. Avery (1852). Report of a case tried at Albert circuit, 1852, before his Honor, Judge Wilmot, and a special jury : Abraham Gesner vs. William Cairns : copied from the judge's notes. Saint John. ISBN 9780665223891.
- Abraham Gesner (1861). A practical treatise on coal petroleum and other distilled oils. New York: Balliere Brothers. ISBN 9780665477638.
- Abraham Gesner; George Weltden Gesner (1865). A practical treatise on coal petroleum and other distilled oils. New York: Balliere Brothers. ISBN 9780665477645.

## Інтернет-ресурси
- Abraham Gesner's entry in the Dictionary of Canadian Biography
- Abraham Gesner's entry in the Canadian Petroleum Hall of Fame
- Abraham Gesner's entry in the Canadian Encyclopedia
- Abraham Gesner monument at Chipman Corner (in former Cornwallis Township), Nova Scotia
- Abraham Gesner, by Nova Scotia Museum
- Abraham Gesner saved more whales than Green Peace ever will, by James S. Robbins
- Abraham Gesner by Industry Canada
- Abraham Gesner by the Nova Scotia Museum
- Abraham Gesner Petroleum History Society
- Abraham Gesner by New Brunswick Community College, Saint John
- Abraham Gesner by National Chemistry Week
- Foulis - Gesner Conflict
- Abraham Gesner University of New Brunswick